# Teoria estética
Teoria estética (em alemão:  Ästhetische Theorie) é um livro do filósofo alemão Theodor Adorno, que foi selecionado a partir de rascunhos escritos entre 1956 e 1969 e finalmente publicado postumamente em 1970. Embora ancorado no estudo filosófico da arte, o livro é interdisciplinar e incorpora elementos de filosofia política, sociologia, metafísica e outras atividades filosóficas de acordo com a metodologia de evitar fronteiras de Adorno.
Adorno refaz a evolução histórica da arte em seu estado paradoxal de "semi-autonomia" dentro da modernidade capitalista, considerando as implicações sociopolíticas dessa progressão. Alguns críticos descreveram a obra como a magnum opus de Adorno e a classificaram entre as peças mais importantes sobre estética publicadas no século XX.

## Resumo
Na Teoria estética, Adorno está preocupado não apenas com preocupações estéticas padrão como a função da beleza e sublimidade na arte, mas também com as relações entre arte e sociedade. Ele sente que a liberdade da arte moderna de restrições como o culto e as funções imperiais que atormentaram as eras anteriores da arte levou à expansão da capacidade crítica da arte e ao aumento da autonomia formal. Com essa autonomia expandida, vem o aumento da responsabilidade da arte pelo comentário social. No entanto, Adorno não sente que o conteúdo abertamente politizado seja a maior força crítica da arte: em vez disso, ele defende um tipo mais abstrato de "conteúdo de verdade" (Wahrheitsgehalt). Ao contrário do kantiano ou estética idealista, a estética de Adorno localiza o conteúdo de verdade no objeto de arte, e não na percepção do sujeito. Tal conteúdo é, no entanto, afetado pela autoconsciência da arte nas mãos de sua distância necessária da sociedade, que é perceptível em instâncias como as dissonâncias inerentes à arte moderna. O conteúdo de verdade é encontrado, em última análise, na relação entre múltiplas interações dialéticas que emergem da(s) posição(ões) da obra de arte em relação ao sujeito e à tradição social mais ampla, bem como a dialética interna dentro da própria obra. Ao longo, Adorno elogia o dramaturgo Samuel Beckett, a quem o livro foi dedicado.

## História
Teoria estética foi editado por Gretel Adorno (a viúva do filósofo) e Rolf Tiedemann a partir dos rascunhos de trabalho de Adorno. Foi reunido a partir de manuscritos inacabados que Adorno compôs entre 4 de maio de 1961 e 16 de julho de 1969, principalmente entre 25 de outubro de 1966 e 24 de janeiro de 1968. Uma série de revisões foi realizada entre setembro de 1968 e julho de 1969, semanas antes de sua morte em agosto daquele ano.